# Langlade (Wisconsin)
Langlade – miasto w Stanach Zjednoczonych, w stanie Wisconsin, w hrabstwie Langlade.